# Tomáš Hampl
Tomáš Hampl (Hradec Králové, 18 luglio 1988) è un cestista ceco.

## Palmarès
- Campionato croato: 1

Cibona Zagabria: 2011-12
- Copa Príncipe de Asturias: 2

Andorra: 2014
Palencia: 2015